# Замок Августусбург
Охо́тничий за́мок Авгу́стусбург (нем. Jagdschloss Augustusburg) — охотничий замок саксонских курфюрстов дома Веттинов, расположенный на горе Шелленберг в городе Августусбург, в 12 км к востоку от Хемница. Замок назван в честь курфюрста Августа, по заказу которого он был выстроен.
Добраться до замка можно как на автомобиле, так и на поезде. У подножья горы Шелленберг проходит железная дорога. Туристов от станции к замку доставляет фуникулёр.

## История

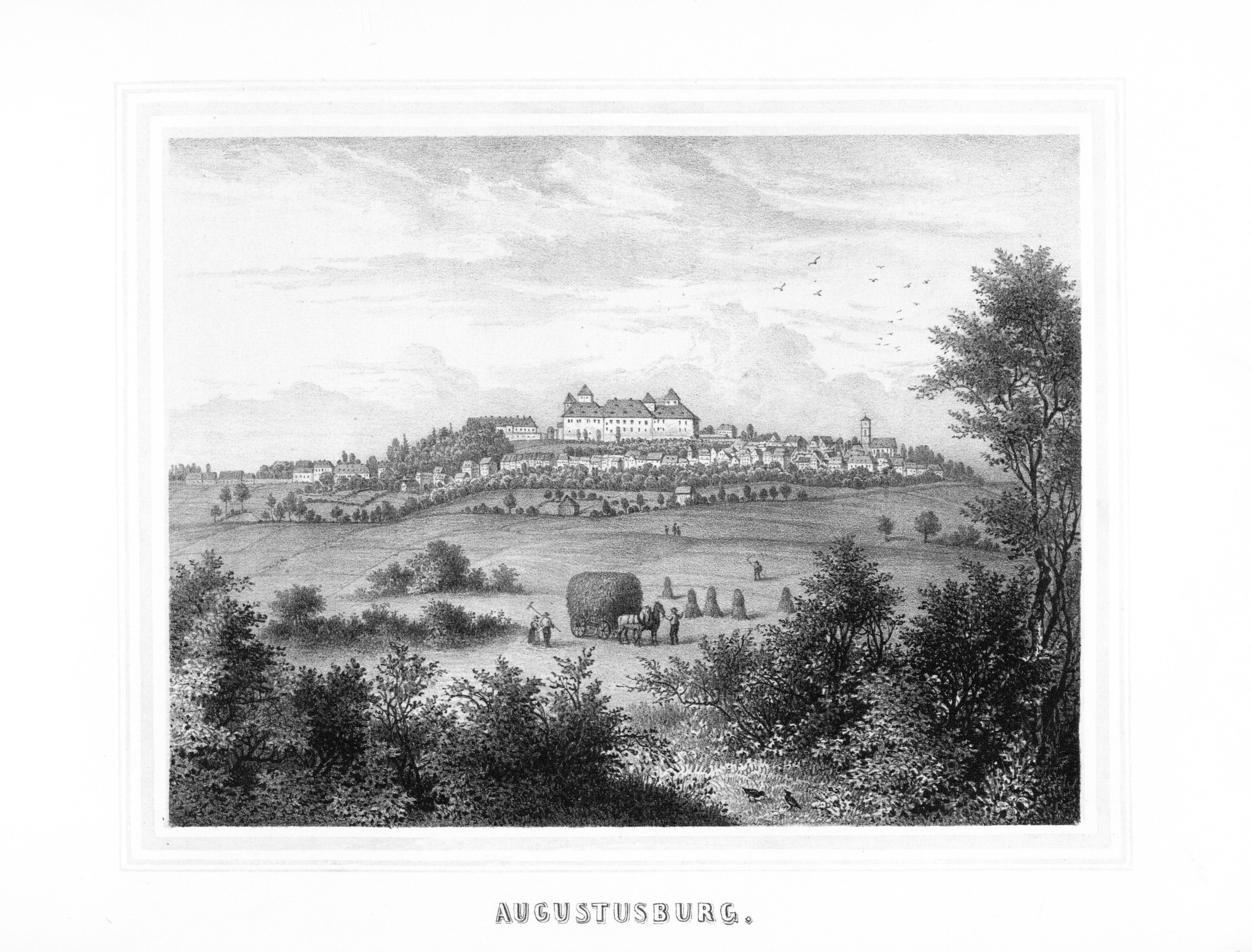
Замок на гравюре 1856 года

Первое упоминание об укреплении на горе Шелленберг относится к XIII веку. В 1210—1230 гг. на горе была построена крепость. В 1528 и 1547 годах крепость была сильно повреждена пожаром и ударом молнии.
Курфюрст Саксонии Август решил построить на месте разрушенной крепости замок не только для своих охотничьих прогулок, но и для того, чтобы упрочить своё положение в центральной Германии. Долгое время считалось, что автором проекта замка Аугустусбург является архитектор и бургомистр Лейпцига Иероним Лоттер. Однако установлено, что он строил замок по уже готовому проекту в виде деревянной модели. Предполагается, что автором проекта мог быть архитектор Ганс Ирмшер (нем. Hans Irmscher).
В 1567 г. руины сгоревшей крепости на горе Шелленберг были снесены, а в марте 1568 г. на их месте был заложен замок в стиле Саксонского Ренессанса. Лоттер руководил строительством замка до 1571 г., пока у него не возник конфликт с курфюрстом из-за перерасхода средств. После этого Лоттер был уволен и строительство продолжилось под руководством флорентийца Рокко Гверрини, графа Линара (it:Rocco Guerrini).
Праздничное освящение замка произошло 30 января 1572 г. В течение года строители и художники выполняли ещё оставшиеся работы в помещении часовой башни и колокольни над южным порталом. Мост и сторожевые башни перед северными воротами построены на год позже.
После многих безуспешных попыток провести на вершину горы Шелленберг воду было принято решение пробить в скале колодец. Работы велись с 1568 по 1577 г. под руководством горного мастера из Фрайберга Ганса Планера (нем. Hans Planer). Эту тяжёлую работу сначала выполняли шахтёры, а позднее пойманные браконьеры. Воду нашли лишь на глубине 130,6 м. Колодец является вторым по глубине в Саксонии.
Замок использовался курфюрстами Саксонии в качестве охотничьего. Во время Тридцатилетней войны в 1632 г. он был разграблен хорватскими войсками.
В 1922 г. замок был превращён в музей.

## Замковая церковь
Лютеранская церковь строилась одновременно с ансамблем всего замка и полностью интегрирована в него. Она расположена справа от главного портала. Интерьер храма был выполнен так же в стиле Ренессанс. Алтарный образ Распятия и Воскресения Иисуса Христа был написан Лукасом Кранахом младшим. На переднем плане Кранах изобразил молящуюся монаршую фамилию: Курфюрста Августа и его супругу курфюрстину Анну Датскую с их 14 детьми. Церковь является крупнейшей лютеранской замковой церковью в Саксонии.

## Музеи
На территории замка расположено несколько музеев:
- Музей мотоциклов (имеет одну из наиболее крупных коллекций в Европе);
- Охотничий музей с коллекцией оружия и трофеев;
- Музей карет;
- Музей пыток.

## Галерея

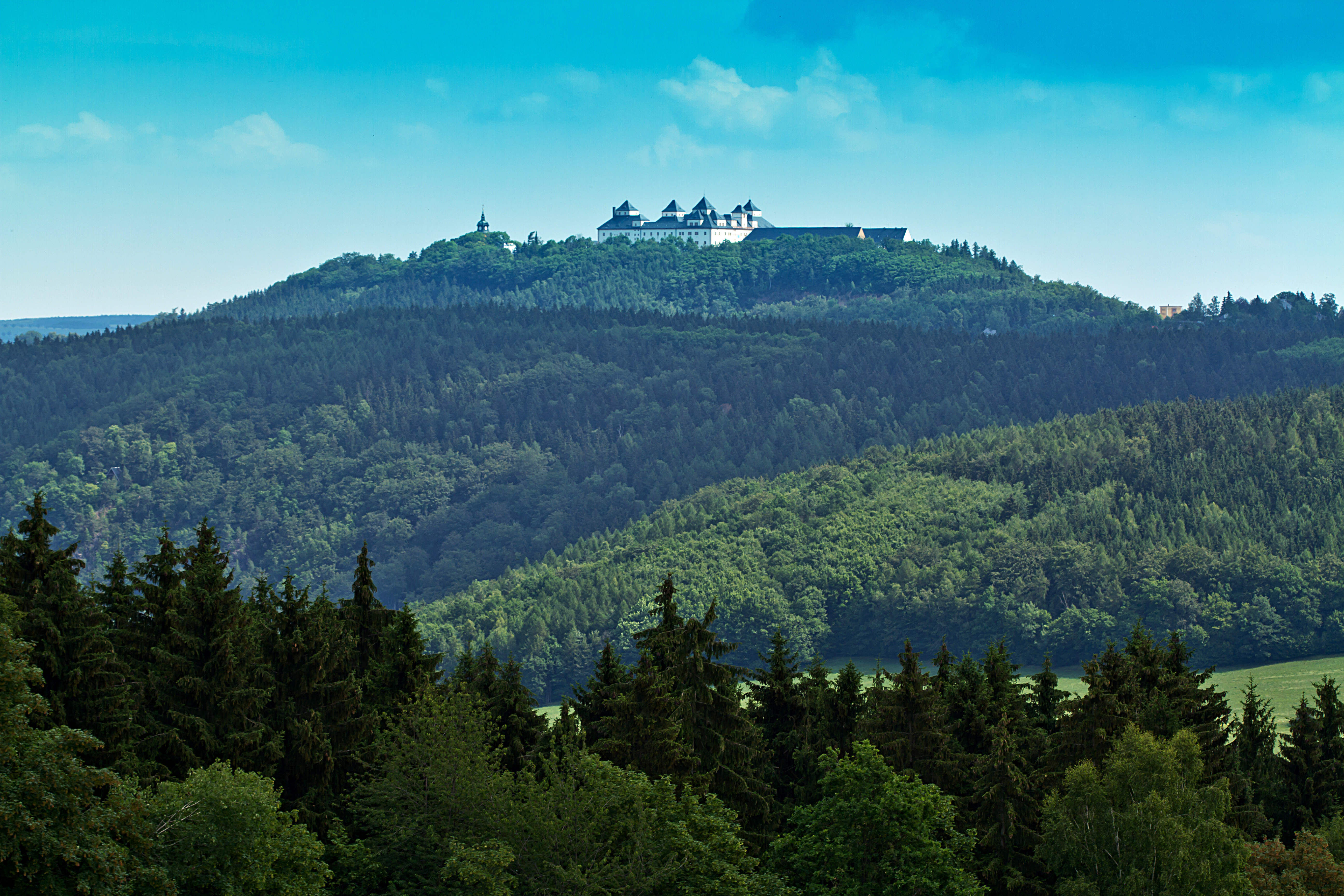
Вид на замок издали
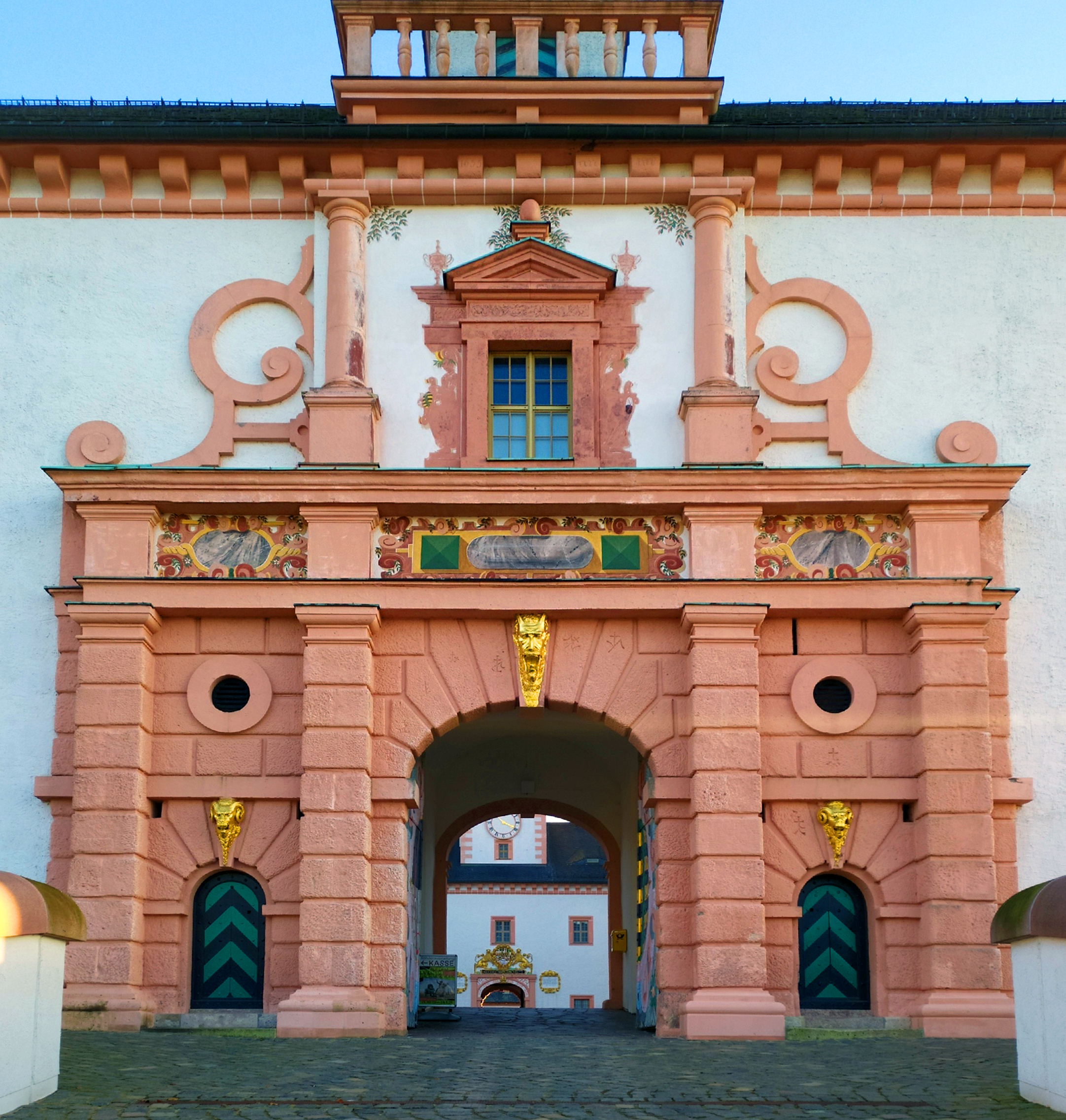
Северные ворота
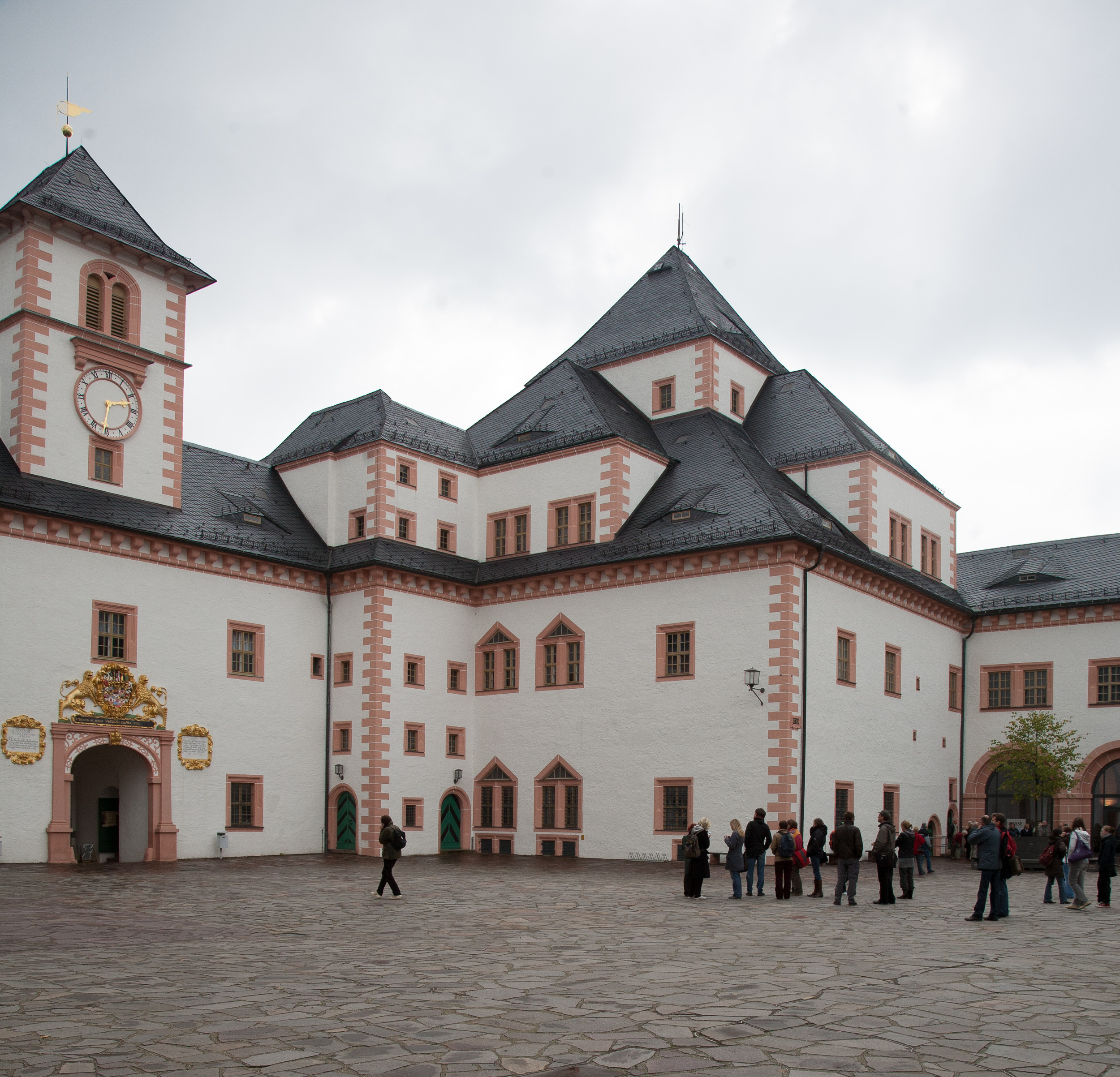
Внутренний двор
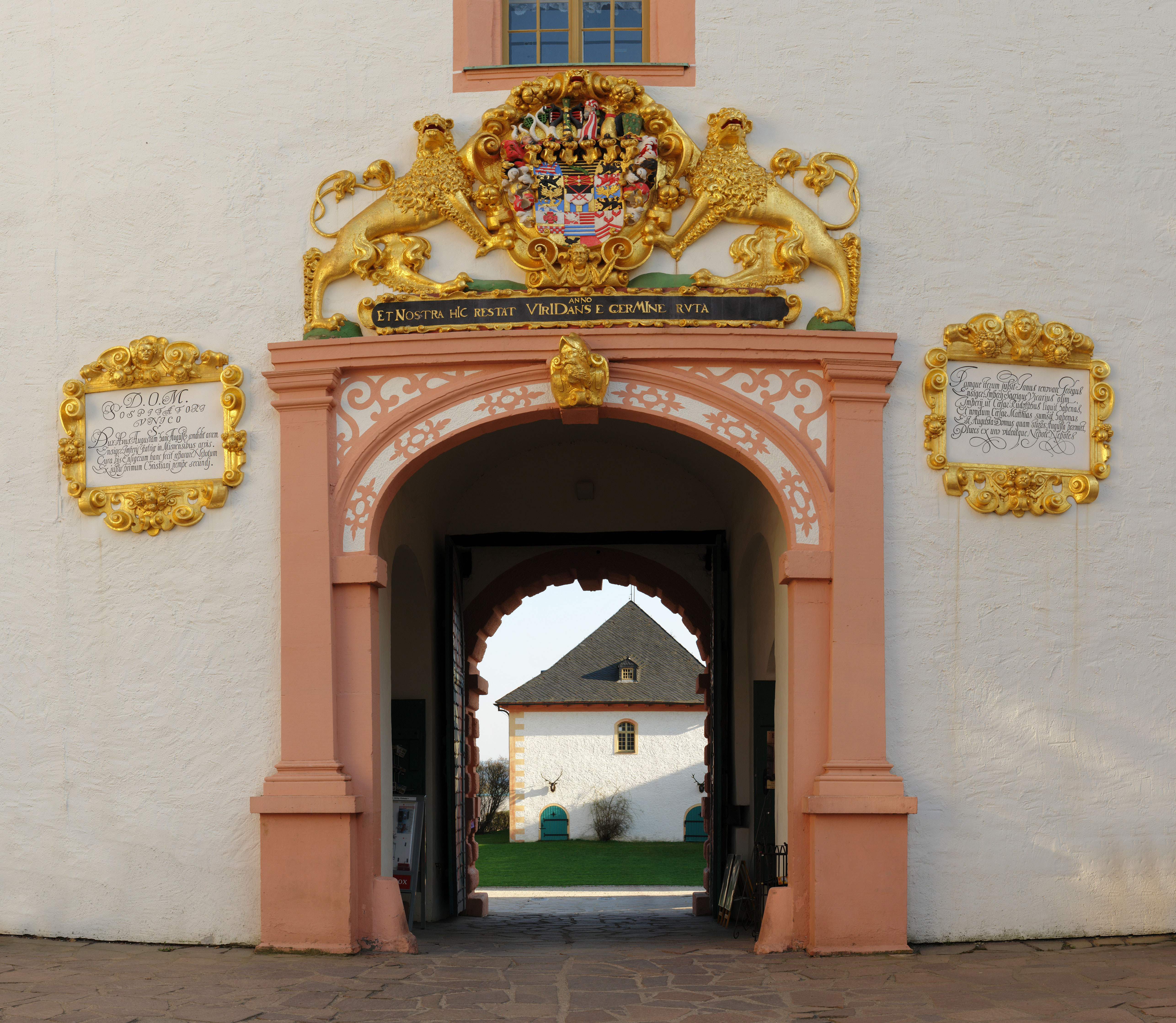
Южные ворота изнутри
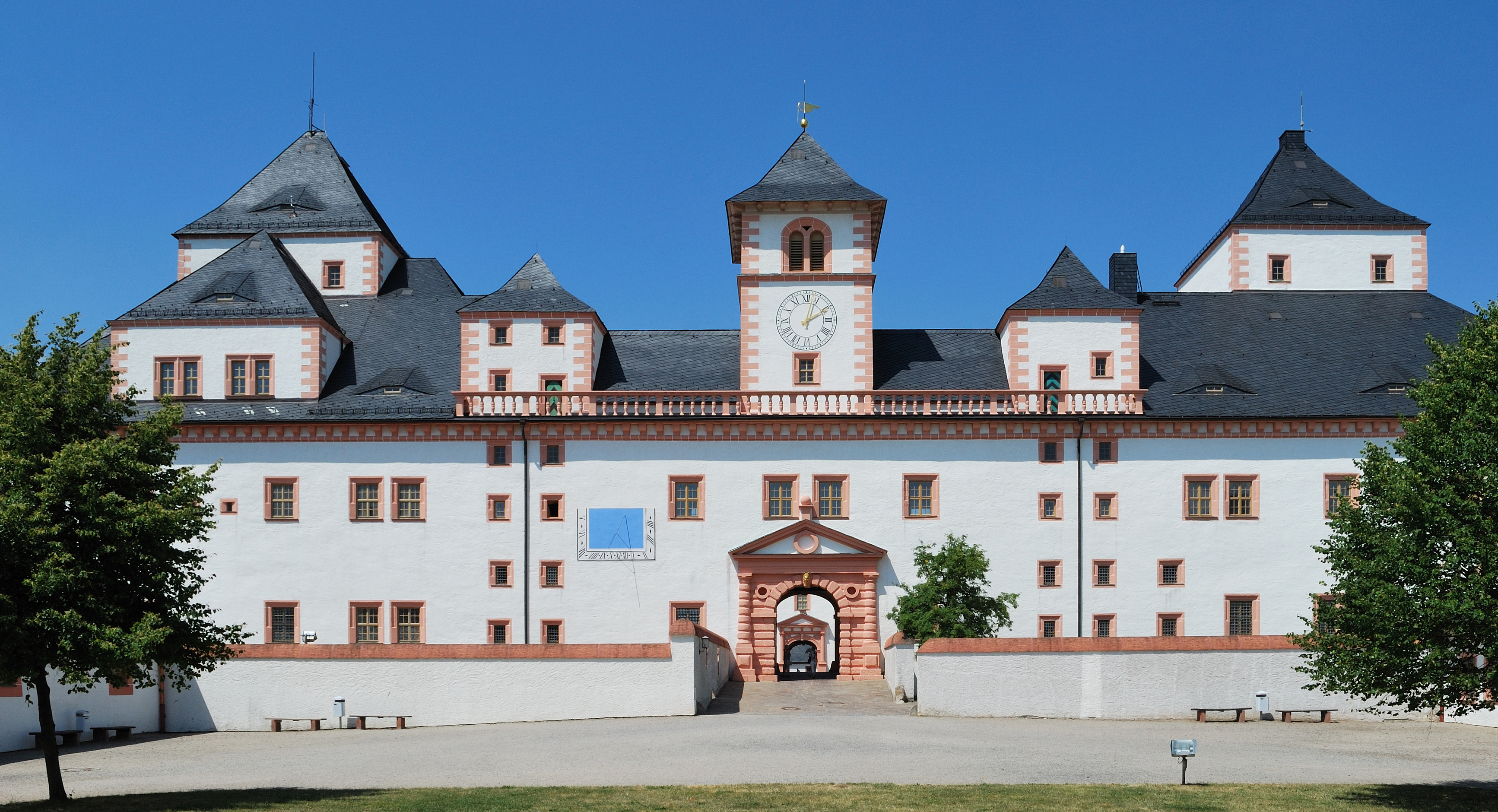
Южный фасад
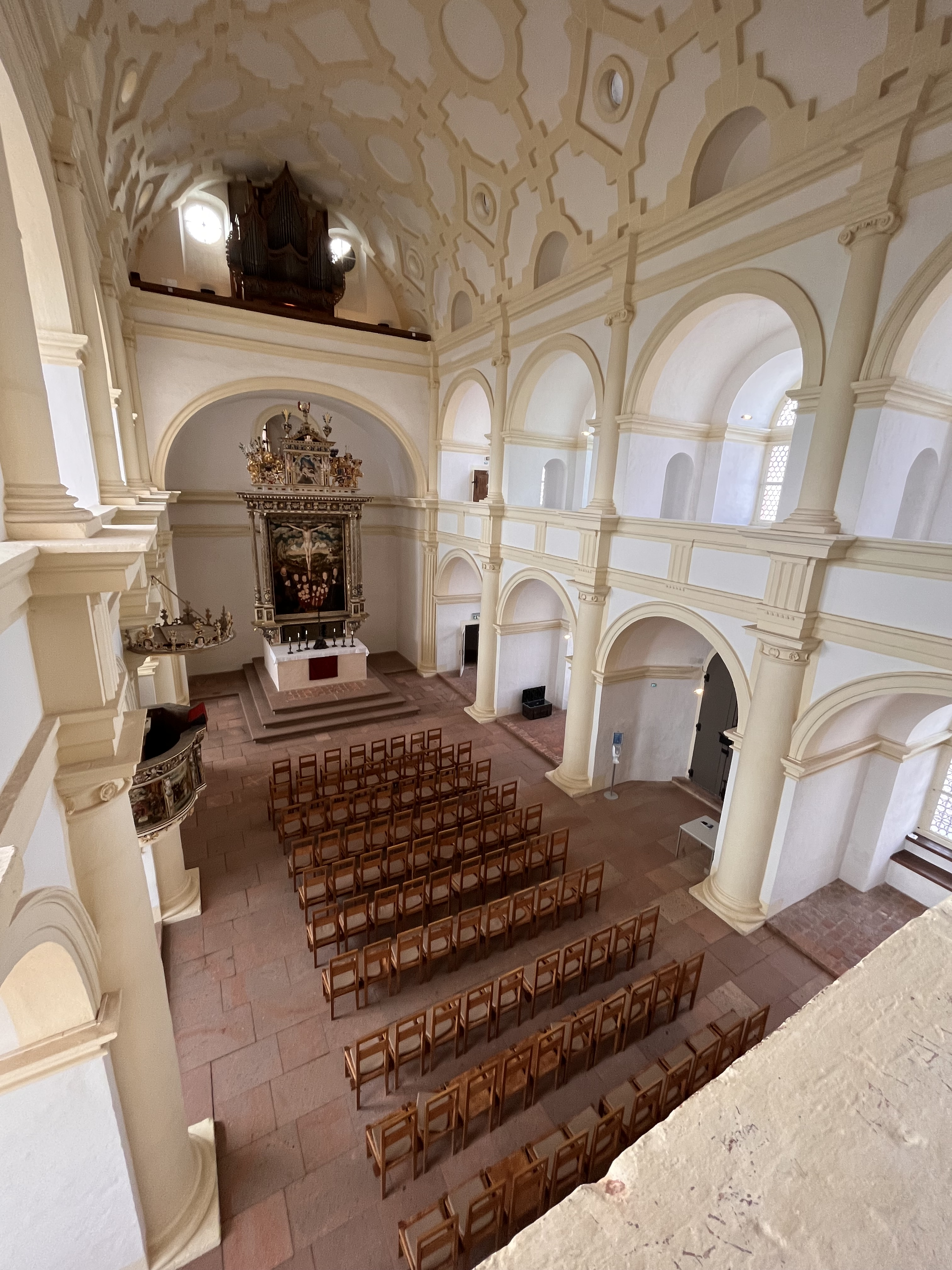
Замковая церковь